# Дзур, Мартин
Ма́ртин Дзур (чеш. Martin Dzúr; полное имя Ма́ртин Дзур-Уличный, чеш. Martin Dzúr-Uličný; 12 июля 1919, село Плоштин, ныне в составе города Липтовски-Микулаш в Словакии — 15 января 1985, Прага) — чехословацкий военный и государственный деятель, генерал армии.

## Биография
По национальности словак, из крестьянской семьи. С 1937 по 1939 год учился в лесном техникуме города Липтовски-Градок, работал на деревообрабатывающем заводе в Ружомбероке. После оккупации Чехословакии войсками нацистской Германии в 1939 году на словацких землях было образовано марионеточное государство — Словацкая республика. Вскоре после нападения Германии на СССР правительство Словацкой республики направило на советско-германский фронт так называемую «Быструю дивизию». Дзур был призван в словацкую армию и в составе этой дивизии направлен на советско-германский фронт.

## Великая Отечественная война
Как и большинство призванных в дивизию словаков, он не желал воевать на стороне Гитлера и в январе 1943 года перешёл с оружием в руках на сторону Красной Армии, выразив желание воевать против нацистской Германии. Первоначально был зачислен в состав Красной Армии рядовым, участвовал в боях. В июле 1943 года направлен в 1-ю Чехословацкую отдельную пехотную бригаду (в 1944 году развёрнута в 1-й Чехословацкий армейский корпус), сформированную на территории СССР. До конца войны воевал в её составе — рядовой, командир взвода, офицер штаба, политработник. Участвовал в Киевской наступательной и Киевской оборонительной операциях в конце 1943 года, в Восточно-Карпатской операции и штурме Дукельского перевала, в зимне-весенних операциях 1945 года по освобождению Чехословакии от немецко-фашистских войск. Принимал участие в бою по освобождению своего родного села. Член Коммунистической партии Чехословакии с 1943 года.

## Служба в коммунистической Чехословакии
После войны оставлен на службе в Чехословацкой Народной армии, занимал командные и штабные должности. Окончил в СССР Военную академию тыла и транспорта в 1952 году, Высшие академические курсы при ней в 1956 году, Военную академию Генерального штаба в 1966 году. Генерал-майор (23.10.1958). Генерал-полковник (1.05.1968).
В 1953—1958 гг. служит во 2-м военном округе. С 1958 года - помощник заместителя Министра национальной обороны ЧССР - начальник тыла. В 1961 году назначен заместителем Министра национальной обороны ЧССР. В апреле 1968 года назначен Министром национальной обороны ЧССР. Во время событий Пражской весны прилагал большие усилия, чтобы армия оставалась вне политики. Во время ввода войск Варшавского договора в Чехословакию в августе 1968 года отдал приказ о недопущении сопротивления (воздействие на генерала Дзура оказал замминистра внутренних дел Вильям Шалгович, связанный с КГБ СССР). Новое руководство Чехословакии оценило лояльность Дзура и он был оставлен на посту министра. Занимал этот пост до 11 января 1985 года, был отправлен в отставку президентом Чехословакии по состоянию здоровья и спустя четыре дня умер. 1 мая 1972 года ему присвоено воинское звание генерал армии Чехословакии.
Был членом Центрального Комитета Коммунистической партии Чехословакии, депутатом Федерального собрания ЧССР (1971—1985). Награждён орденами ЧССР, СССР и других социалистических государств.
Мартин Дзур был свекром географа Дагмар Дзуровой.
Похоронен на воинском кладбище в Липтовски-Микулаше.

## Воинские звания
- майор (1.05.1951)
- подполковник (28.03.1953)
- полковник (28.04.1955)
- генерал-майор (23.10.1958)
- генерал-поручик (1.10.1964)
- генерал-полковник (6.05.1968)
- генерал армии (2.05.1972)

## Награды

### Чехословакия
- Орден Клемента Готвальда (5.09.1984)
- Орден Победного Февраля (27.09.1974)
- Орден Республики (25.06.1979)
- Орден Красного Знамени (1970)
- Орден Красной Звезды (1957)
- Орден Труда (6.07.1969)
- Два Военных креста 1939 года (1946)
- Военный орден Белого Льва «За победу» 1 степени (1949)
- Орден Словацкого национального восстания 1 степени (1947)
- Военная памятная медаль (1944)
- Медаль «За храбрость перед врагом» (1946)
- Медаль «За заслуги перед Отечеством»[чеш.] (1958)
- Дукельская памятная медаль (1959)
- Юбилейная медаль «20 лет освобождения Чехословакии»[пол.] (1965)
- Медаль «За укрепление дружбы по оружию» 1 степени (1972)

### Иностранные
- Орден Ленина (СССР, 5.07.1983)[2]
- Орден Октябрьской Революции (СССР, 19.09.1978)
- Орден Красного Знамени (СССР)
- Орден Знамени (Венгрия)
- Орден Тудора Владимиреску (Румыния)
- Орден Шарнхорста (ГДР)
- Крест Храбрых (Польша, 1948)
- Орден «За профессиональное мастерство» (Ливия, 1983)
- Медаль «За победу над Германией в Великой Отечественной войне 1941—1945 гг.» (СССР, 1950)
- Медаль «За укрепление боевого содружества» (СССР, 2.06.1980)